# Rott (Landkreis Landsberg)
Rott er en kommune i Landkreis Landsberg am Lech, Regierungsbezirk Oberbayern i den tyske delstat Bayern. Den er en del af Verwaltungsgemeinschaft Reichling.

## Geografi
Rott ligger mellem Landsberg og Weilheim og mellem Ammersee og Lech, hvor vejene fra Weilheim til Landsberg og fra Dießen til Schongau krydser hinanden. Den ligger i området, som kaldes Lechrain, cirka fire kilometer nordvest for den kendte klosterlandsby Wessobrunn.
Kommunens område omfatter Eich- eller Kalvarienberg, en morænebakke, der med 752 m er det højeste punkt i Landkreis Landsberg, samt den omkring 2 kilometer mod syd i en højmose liggende Engelsrieder See.
I kommunen ligger kun landsbyerne Rott og Pessenhausen.